# 心の届かぬラヴ・レター
「心の届かぬラヴ・レター」（原題: "Return To Sender"）は1962年にエルヴィス・プレスリーが発表した楽曲、及び同曲を収録したシングル。全米2位、全英1位のヒット曲である。B面は「あなたは何処から（Where Do You Come From）」。プレスリーの主演映画『ガール!ガール!ガール!』の挿入歌。
喧嘩した恋人に謝罪の手紙を送ったが、宛先不明で返送されてきたという歌である。また、外国では定番のクリスマスソングである。